# Петропавловка (Упоровский район)
Петропавловка — деревня в Упоровском районе Тюменской области. Входит в состав Буньковского сельского поселения.
Расположена на левом берегу реки Емуртла. Расстояние до города Тюмени 170 км, районного центра села Упорово 30 км, села Буньково 7 км.
Первоначально деревня называлась «Голопупова» по названию озера Голопупова, близ которого она расположена. Озеро со временем превратилось в болото. С 1905 года стало называться селом, в 1912 году получило название «Петропавловка» от построенной в ней Петропавловской церкви

## Административное деление
- 1683 Тобольский уезд, Суерский острог, деревня Голопупова. Первое упоминание в переписи Льва Поскочина 1683 г.[3]
- 1708 Сибирская губерния, Тобольский уезд, Суерский острог, деревня Голопупова[4].
- 1720 Сибирская губерния, Тобольский уезд, Ялуторовский дистрикт, Суерский острог, деревня Голопупова[4].
- 1782 Тобольское наместничество, Ялуторовский уезд, Суерский острог, деревня Голопупова[4].
- 1796 Тобольская губерния, Ялуторовский округ, Емуртлинская волость, деревня Голопупова[4].
- 1805 Тобольская губерния, Ялуторовский округ, Поляковская волость, деревня Голопупова[4].
- 1884 Тобольская губерния, Ялуторовский округ, Коркинская волость, деревня Голопупова[4].
- 1898 Тобольская губерния, Ялуторовский уезд, Коркинская волость, деревня Голопупова[4].
- 1905 Тобольская губерния, Ялуторовский уезд, Коркинская волость, село Голопупова[4].
- 1909 Тобольская губерния, Ялуторовский уезд, Голопуповская волость, село Голопупова[4].
- 1912 Тобольская губерния, Ялуторовский уезд, Петропавловская волость, село Петропавловка[4].
- 1919Тюменская губерния, Ялуторовский уезд, Петропавловская волость, Петропавловский сельский совет, село Петропавловка[4].
- 03.11.1923 Уральская область (РСФСР), Тюменский округ, Суерский район, Петропавловский сельсовет, село Петропавловка[4].
- 13.08.1926 Уральская область (РСФСР), Тюменский округ, Суерский район, Петропавловский сельсовет, село Петропавловка[4].
- 08.08.1930 Уральская область (РСФСР), Суерский район, Петропавловский сельский совет, село Петропавловка[4].
- 01.01.1932 Уральская область (РСФСР), Упоровский район, Петропавловский сельский совет, село Петропавловка[4].
- 17.01.1934 Челябинская область, Упоровский район, Петропавловский сельский совет, село Петропавловка[4].
- 07.12 1934 Омская область, Упоровский район, Моревский сельский совет, деревня Петропавловка[4].
- 14.08.1944 Тюменская область, Упоровский район, Моревский сельский совет, деревня Петропавловка[4].
- 22.05.1961 Тюменская область, Упоровский район, Буньковский сельский совет, деревня Петропавловка[4].
- 01.02.1963 Тюменская область, Ялуторовский район, Буньковский сельский совет, деревня Петропавловка[4].
- 12.01.1965 Тюменская область, Заводоуковский район, Буньковский сельский совет, деревня Петропавловка[4].
- 30.12.1966 Тюменская область, Упоровский район, Буньковский сельский совет, деревня Петропавловка[4].
- 05.11.2004 Тюменская область, Упоровский район, Буньковское сельское поселение, деревня Петропавловка[4].

## Историческая справка
Впервые упоминается в переписной книге  Тобольского уезда Льва Поскочина 1683 года. 
Деревня Голопупова на речке Емуртле. Во дворе Кондрашка Павлов сын Мартынов сказал родился он в Туринском остроге. Братья Семенка, Степан. В Суерской слободе живет со РПВ года (1674). У него дети Максимка 5 лет, Илюшка 3 лет.
(л.1572об.) Во дворе Федка Матвеев Бородин сказал родился он в Верхотурском уезде в Ирбитской слободе. В Суерской слободе живет со РПД году (1676). У него сын Ивашко полугода.
Захребетники. Во дворе Стенка Григорьев сын Удинцов сказал родился он в Верхотурском уезде в Ницынской слободе Ощепкове крестьянский сын. В Суерской слободе живет со РЧ году (1682)
(л.1573) Во дворе Гордейка Панкратов сын Усольцев сказал родился он уезде Соликамском в подгорной деревне Тетерина крестьянский сын. В Сибирь пришел в со РП году (1672).

Во дворе Алешка Елизаров сын Пособ? Сказал родился он в Кайгородском уезде в деревне Пособ?. В Суерской слободе живет со РЧ году (1677).
В 1683 году в 5 дворах в ней проживало 8 человек, в 1710 году в 7 дворах -65 чел..
Блиновы переехали в Петропавловку из Вятской губ. в 1880-е гг, Бородины из Ирбитской слободы Верхотурского уезда в 1680-е гг, Дударевы из Вятской губ. в 1864 г, Коптяевы в 1700-е гг, Курдиченко из Киевской губ. в 1860-е гг, Поповы из Буньково в 1770-е гг, Ситниковы из Вятской губ. в 1862 г, Устиновы из Буньково в 1740-е гг, до этого жили в г. Кунгуре, Уфимцевы из Скородума в 1760 г, до этого жили в Уфимском уезде.
- В 1911 году в Голопупова была церковь, школа грамоты, 4 торговых лавки, одна винная лавка, один хлебозапасной магазин, четыре ветряных мельниц, одна маслобойня, три кузницы, три кожевенных заведений, пожарная охрана[2].
- В 1957 году в Морево и Петропавловке появилось электричество[2].
- В Советское время в Петропавловке была начальная школа, клуб, детский сад, молочно-товарная ферма. В результате реформирования 1990-х годов всё было ликвидировано, а земли, принадлежащие колхозу «Колос» розданы на паи агрофирме «КРиММ»[2].
- Петропавловский сельский совет образован в конце 1919 году в Петропавловской волости Ялуторовского уезда. В начале 1924 года вошел в Суерский район, 1 января 1932 года в Упоровский район, в 1934 году упразднен[2].
- В годы Великой Отечественной войны ушли на фронт 68 человек из них 52 человек не вернулись домой[2].

## Население
| 1683 | 1710 | 1782 | 1816 | 1834 | 1858 | 1897 | 1989 | 2002 | 2010 |
| 8    | 65   | 223  | 347  | 415  | 423  | 806  | 249  | 195  | 196  |

## Церковь
Церковь построена в 1899 году на пожертвования прихожан и освящена в 1900 году, приписана к Емуртлинскому приходу. Стояла с левой стороны при въезде в Петропавловку со стороны Морево. Выписка из клировой ведомости Петропавловской церкви села Голопупова за 1905 г: 
Здание церкви деревянное, одноэтажное, на каменном фундаменте с таковою же в одной связи колокольнею, обшита тёсем, окрашена краской белого цвета, купол — зеленой, кресты на ней железные вызолоченные. Ограда вокруг церкви деревянная, окрашена краской разного цвета. Престол в ней один во имя Первоверховных Апостолов Петра и Павла. Кладбище находится от жилых строений и от церкви в 0,5 версте, в длину и в ширину имеет по 60 сажень, в 1904 году огорожено жердями. Памятников, кроме крестов, нет. В древесных насаждениях не нуждается, на нем имеется природный березовый лес. Ближайшие церкви: Христорождественская в селе Емуртлинском 15 верст, Богородицкая в слободе Суерской 18 верст, Богородице-Казанская в селе Коркинском 20 верст». В начале 1930-х годов церковь сгорела.
- В 1871 году построена часовня, в конце 1900-х годов её разобрали[2].

## Экономика
В 1929 году в Петропавловке образован колхоз «Большевик», в 1936 году в колхозе числилось 364 чел. В 1950 году колхозы «Смычка» (Короткова), «Новое хозяйство» (Буньково) и им. Молотова (Осеева, Бугорки) объединили в один колхоз «Сибирь» с центром в селе Буньково. В 1957 году название колхоза «Сибирь» заменено на «Прогресс». В 1958 году колхоз «Прогресс» Буньковского сельского совета объединился с колхозом «Вперед» Моревского сельсовета в колхоз «Сибирь», в конце 1960-х годов переименован в колхоз «Колос». Он объединил деревни: Бугорки, Буньково, Короткова, Морево, Осеева и Петропавловка.

## Образование
В Голопупово 2 октября 1901 года была открыта школа грамоты, школьное помещение принадлежало местному крестьянину Игнатию Сеялову с платой 10 руб. в год. Средства содержания школы поступали от местного населения и частично от церкви. Детей в ней обучалось в 1905 году 10 мальчиков и 1 девочка в 1915 г. 27 мальчиков и 7 девочек.
В советское время начальную школу открыли в 1920-е годы. В декабре 1991 года школа сгорела, и ученики обучаются в Буньковской школе.

## Транспортная инфраструктура
- В деревне две улицы: Молодежная и Профсоюзная[2].
- Расположена на автомобильной дороге Буньково — Емуртла[2].

## Галерея

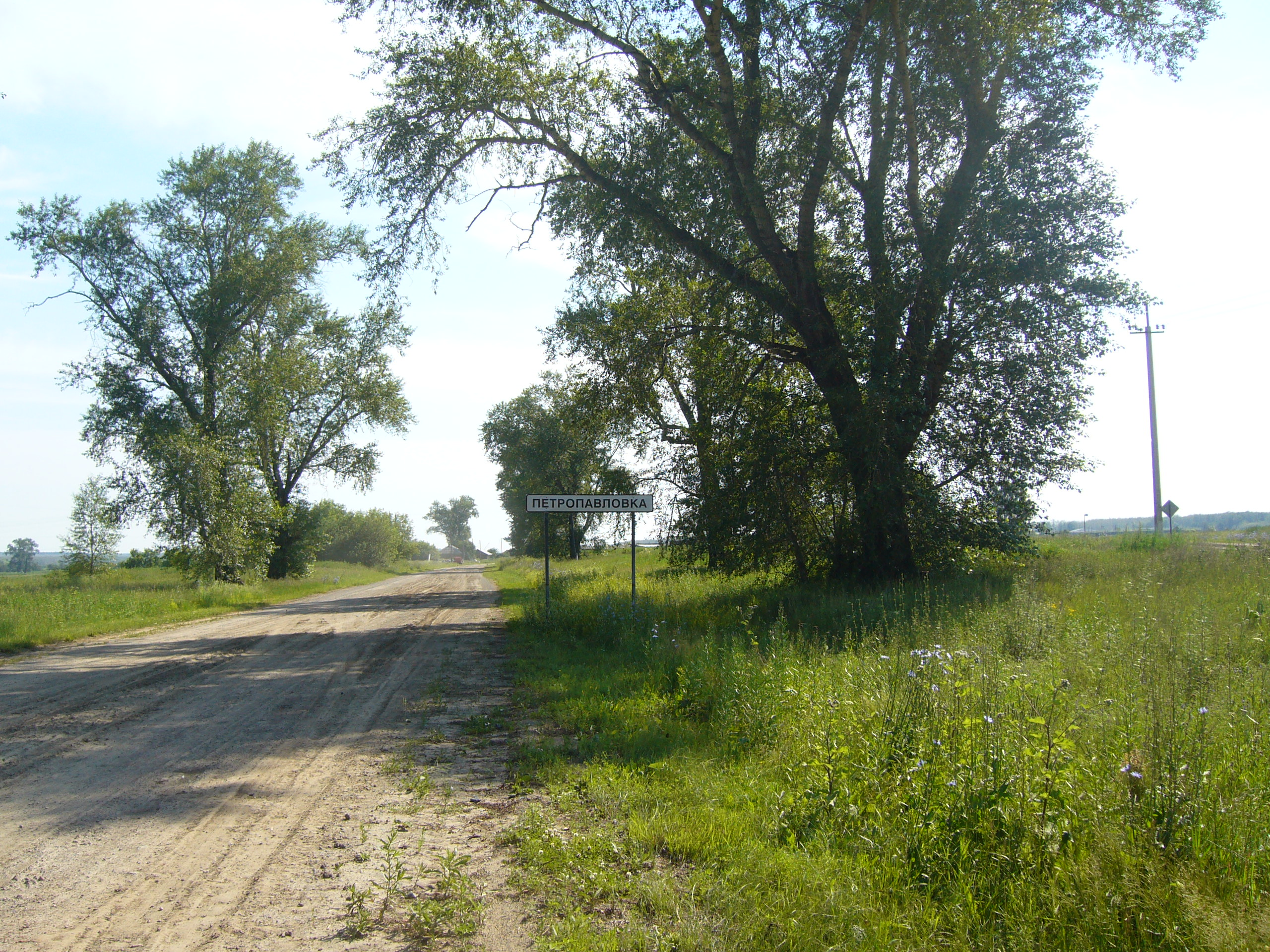
Въезд в д.Петропавлавку со стороны д.Коротковой.
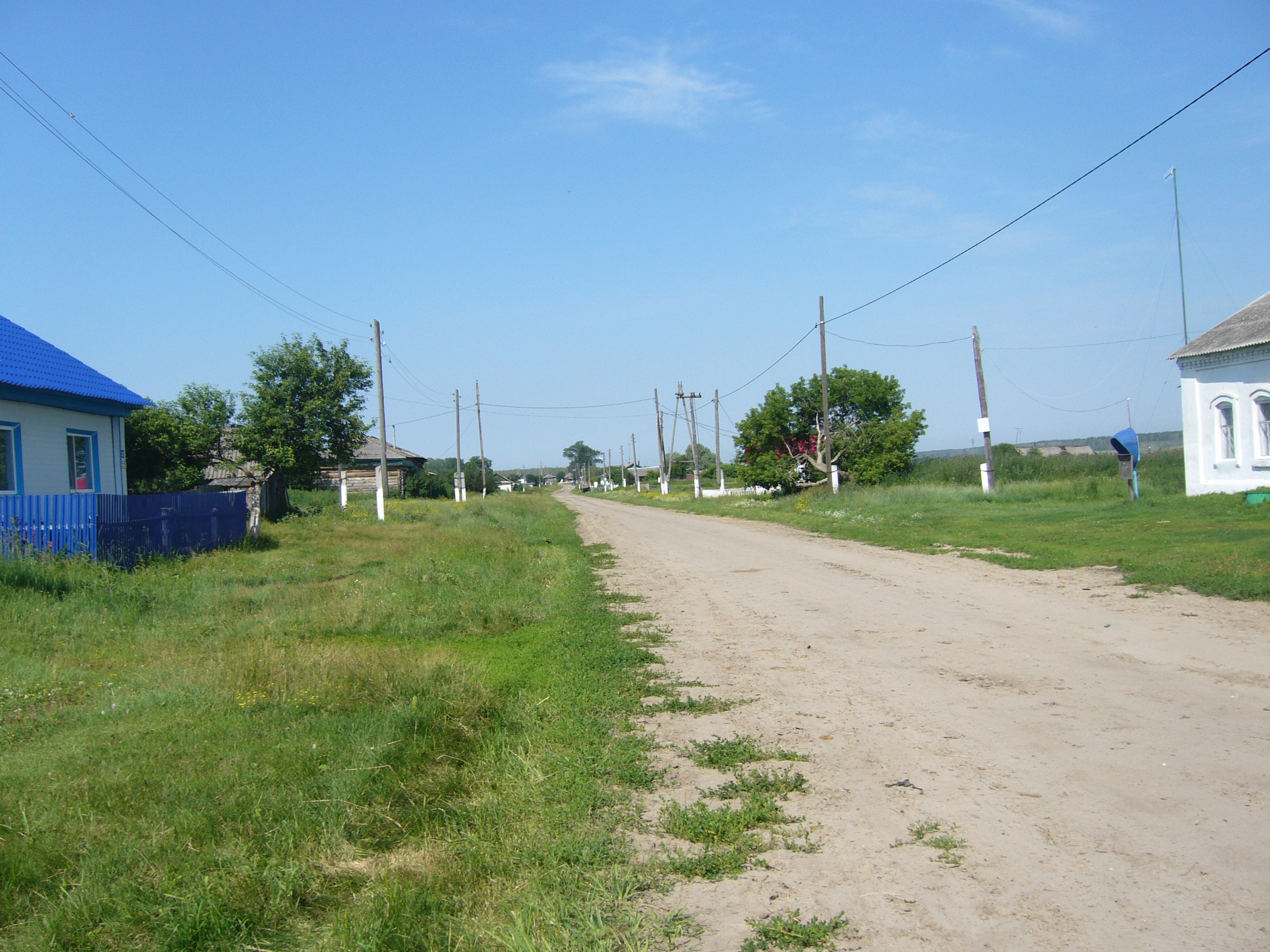
Петропавловка, ул.Молодежная
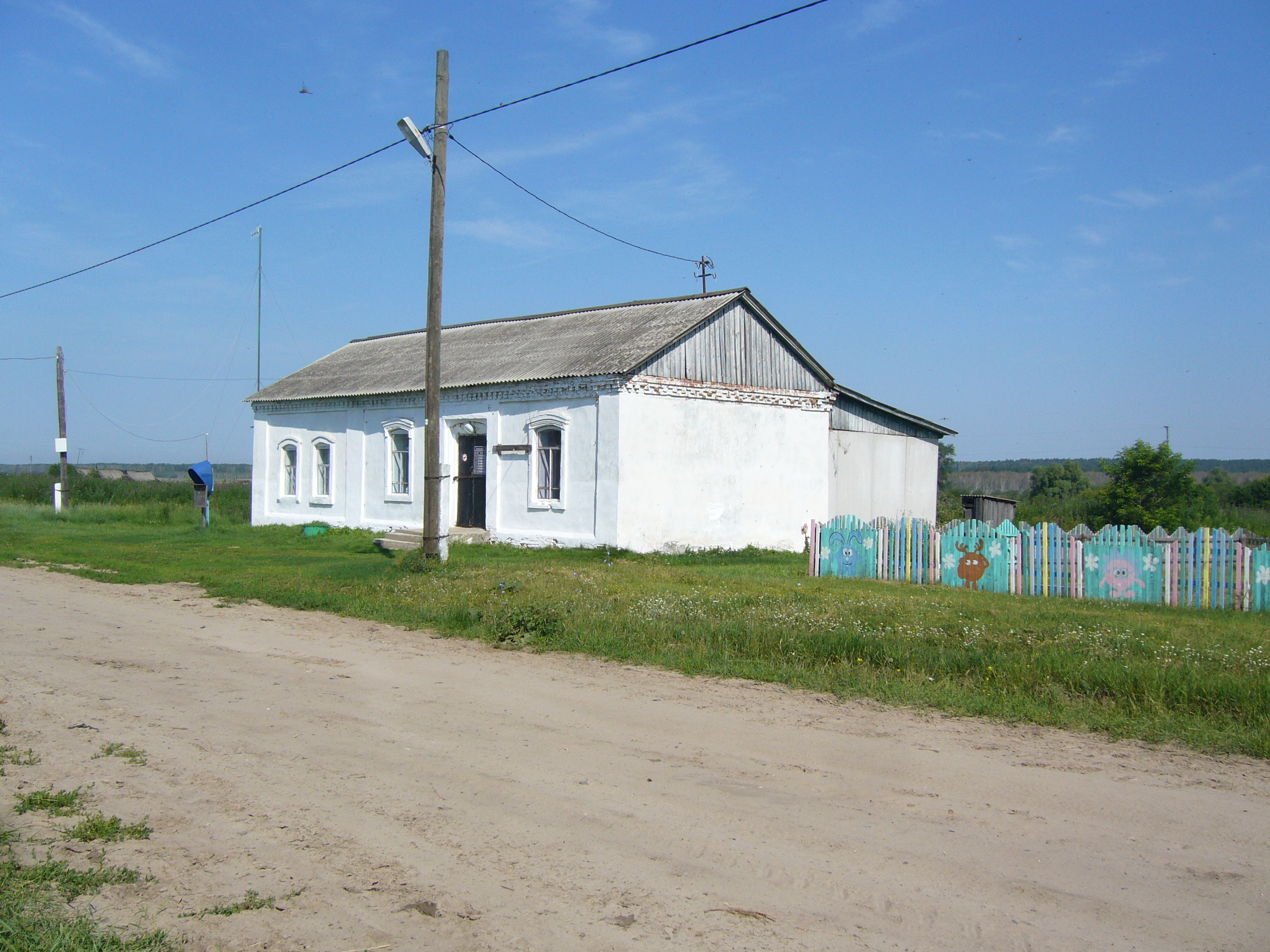
Петропавловка, клуб
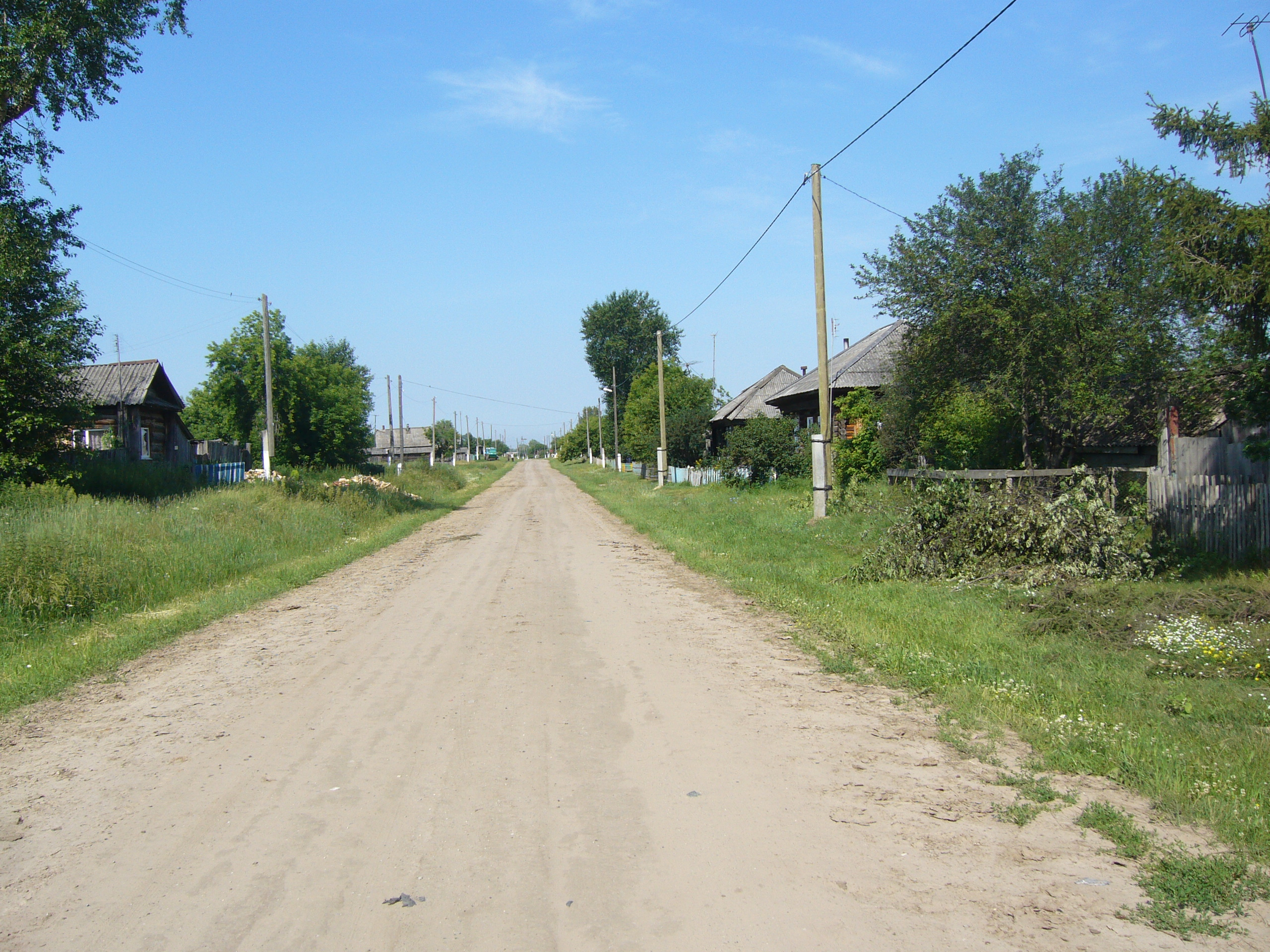
Петропавловка, ул.Молодежная
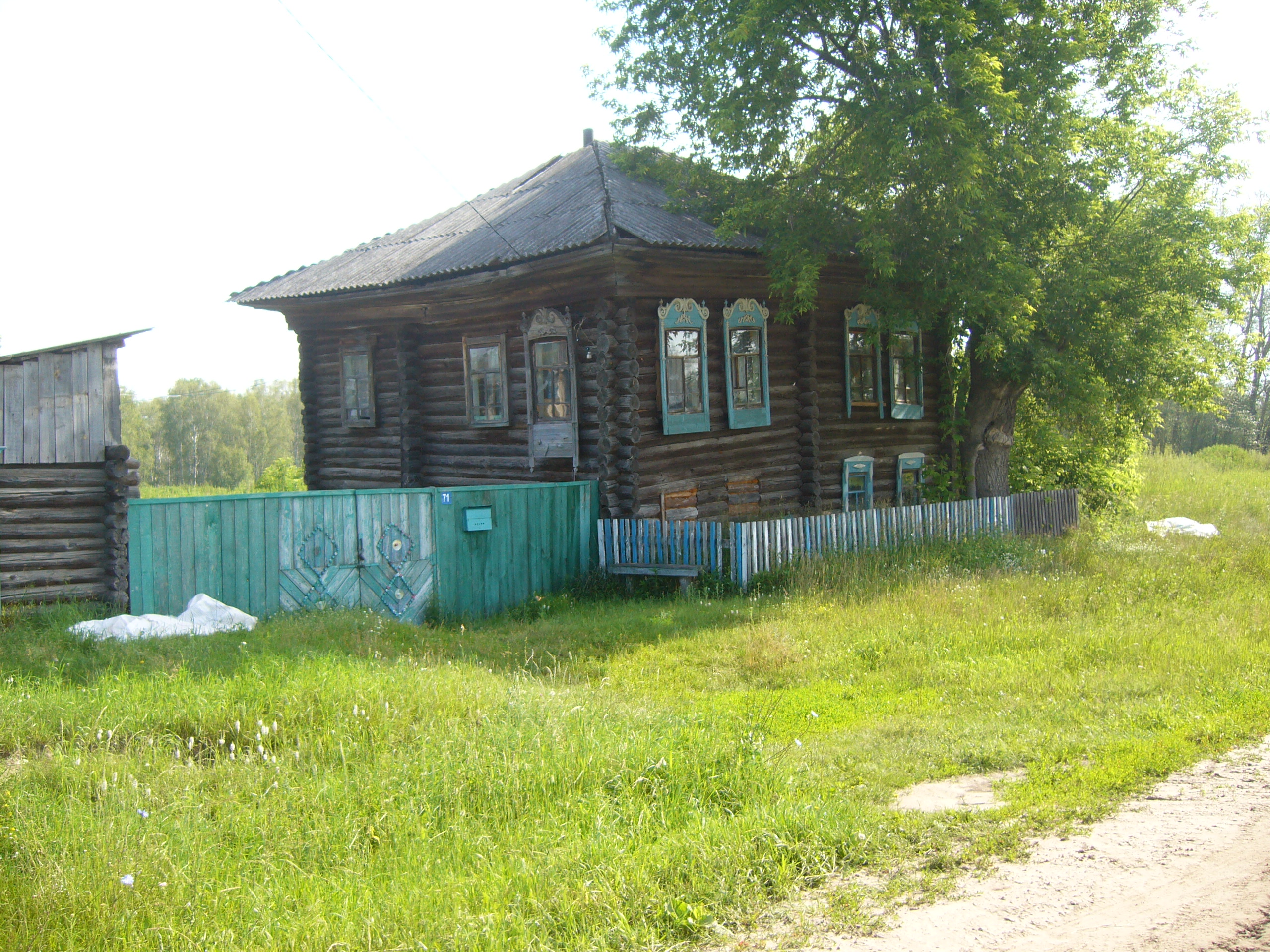
Петропавловка, ул.Молодежная
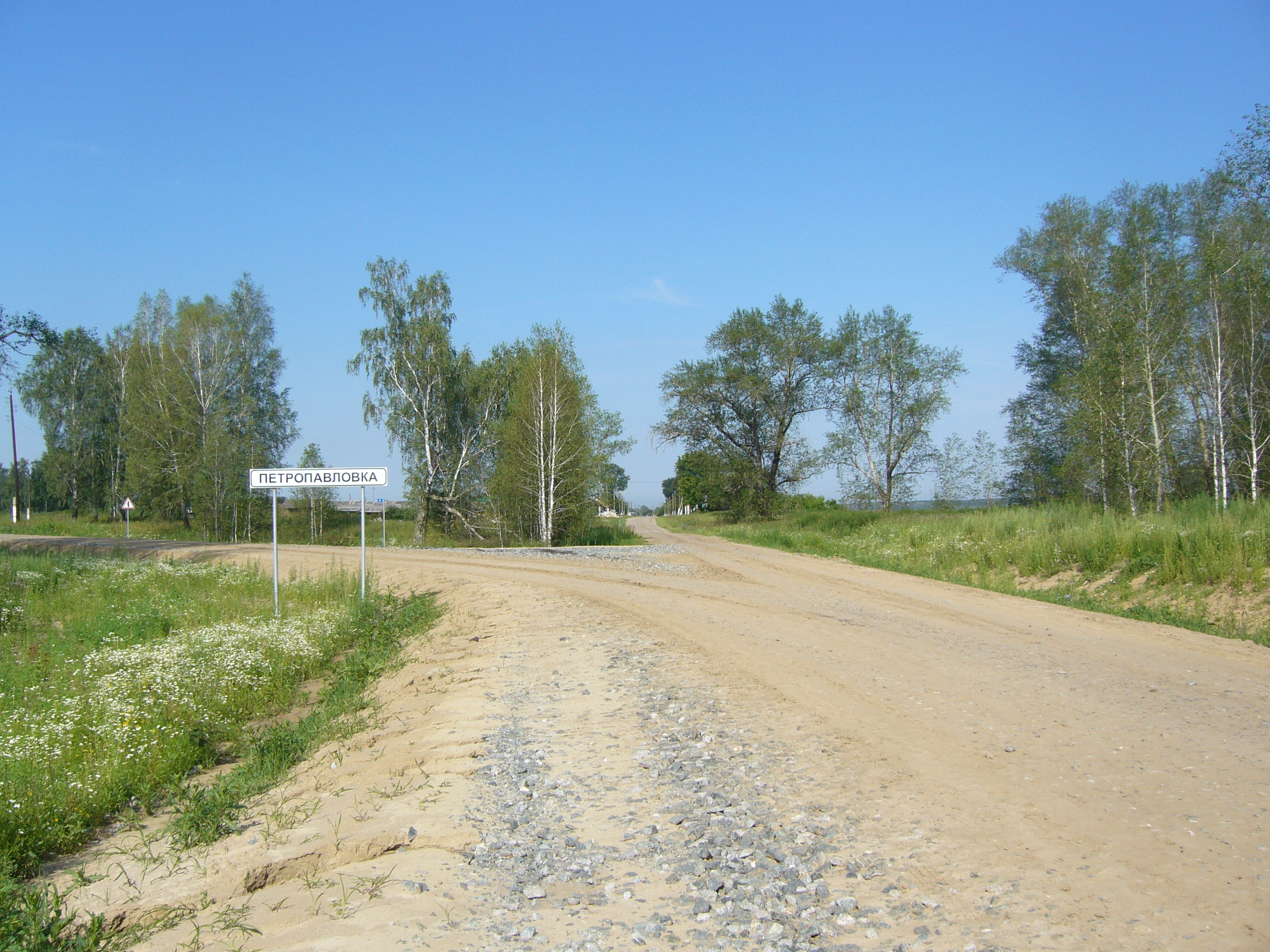
Въезд в д.Петропавловку со стороны с.Морево. Слева в первой половине 20 века стояла церковь.
- Короткова, Морево, Петропавловка